# Asia Rugby Championship 2025
El Asia Rugby Championship de 2025 fue la 36.ª edición del principal torneo asiático.
El torneo formó parte de la fase final de la Clasificación asiática para la Copa Mundial de Rugby de 2027, entregando un cupo directo para la cita planetaria y un cupo para el repechaje Asia 2-Africa 2.

## Equipos participantes
- Selección de rugby de Corea del Sur
- Selección de rugby de Emiratos Árabes Unidos
- Selección de rugby de Hong Kong
- Selección de rugby de Sri Lanka

## Desarrollo
|  | Campeón y clasifica a la RWC 2027.    |
|  | Clasifica al playoff África 2-Asia 2. |
|  | Descenso a la División 1 2026.        |

| Pos. | Equipo                 | Encuentros | Encuentros | Encuentros | Encuentros | Tantos  | Tantos    | Tantos     | Puntos bonus | Puntos totales |
| Pos. | Equipo                 | jugados    | ganados    | empatados  | perdidos   | a favor | en contra | diferencia | Puntos bonus | Puntos totales |
| ---- | ---------------------- | ---------- | ---------- | ---------- | ---------- | ------- | --------- | ---------- | ------------ | -------------- |
| 1    | Hong Kong              | 3          | 3          | 0          | 0          | 191     | 39        | +152       | 3            | 15             |
| 2    | Emiratos Árabes Unidos | 3          | 2          | 0          | 1          | 77      | 79        | -2         | 2            | 10             |
| 3    | Corea del Sur          | 3          | 1          | 0          | 2          | 96      | 142       | -46        | 3            | 7              |
| 4    | Sri Lanka              | 3          | 0          | 0          | 3          | 41      | 145       | -104       | 2            | 2              |

| 13 de junio de 2025 | Sri Lanka | 34 - 38 | Corea del Sur |  |  |

| 14 de junio de 2025 | Emiratos Árabes Unidos | 10 - 43 | Hong Kong |  |  |

| 21 de junio de 2025 | Corea del Sur | 36 - 38 | Emiratos Árabes Unidos |  |  |

| 22 de junio de 2025 | Hong Kong | 78 - 7 | Sri Lanka |  |  |

| 4 de julio de 2025 | Sri Lanka | 21 - 29 | Emiratos Árabes Unidos |  |  |

| 5 de julio de 2025 | Corea del Sur | 22 - 70 | Hong Kong |  |  |

| Bandera de Hong Kong |
| Campeón Hong Kong    |
| Sexto título         |